# Daïra de Sidi Ali Benyoub
La daïra de Sidi Ali Benyoub est une circonscription administrative algérienne située dans la wilaya de Sidi Bel Abbès. Son chef-lieu est situé sur la commune éponyme de Sidi Ali Benyoub.
La daïra regroupe les trois communes:
- Sidi Ali Benyoub
- Boukhanafis
- Tabia